# Plaza de Colón (Valladolid)
La plaza de Colón es una plaza del centro de Valladolid situada en uno de los extremos de la Acera de Recoletos, en la que además confluyen el paseo de Filipinos, la estación de Valladolid-Campo Grande, el Campo Grande y las calles Estación y Gamazo.

## Origen
El origen de la plaza está en los procesos desamortizadores de la primera mitad del siglo XIX que decretaron la supresión de los conventos masculinos. La actual plaza de Colón de Valladolid estaba situada en parte en el terreno sobre el que se levantaba el convento de San José de los padres capuchinos.
El convento estaba limitado por la derecha, desde la Acera de Recoletos, el convento de Nuestra Señora de las Lauras y por la izquierda los terrenos del ferrocarril que antes habían sido la huerta del convento de los mercedarios descalzos, donde también estuvo situada, hasta su derribo en 1999 la fábrica del gas. Además afluían las calles recientemente abiertas en aquella época, las de Gamazo y Muro, y había asimismo desaparecido el llamado callejón de los Toros, una estrecha callejuela que prolongaba la Acera de Recoletos.

## Monumento a Colón
En el centro de esta plaza se instaló el Monumento al Descubrimiento de América, más conocido como Monumento a Colón, obra del escultor sevillano Antonio Susillo, realizada en 1892 y que en un principio estuvo destinada al Parque Central de La Habana. 
En 1864 se abrió una suscripción popular para construir un monumento en memoria de Cristóbal Colón. Tanto este intento como el que se impulsó cuatro años más tarde fracasaron. En 1891 los escultores vallisoletanos Aurelio Rodríguez Vicente Carretero y Darío Chicote ofrecieron sendos proyectos que tampoco fueron aprobados.
En aquellas fechas el sevillano Antonio Susillo Fernández presentó un modelo en cera muy semejante al que ya había realizado para La Habana, una alegoría de la muerte del descubridor que no pudo realizarse por motivos económicos.

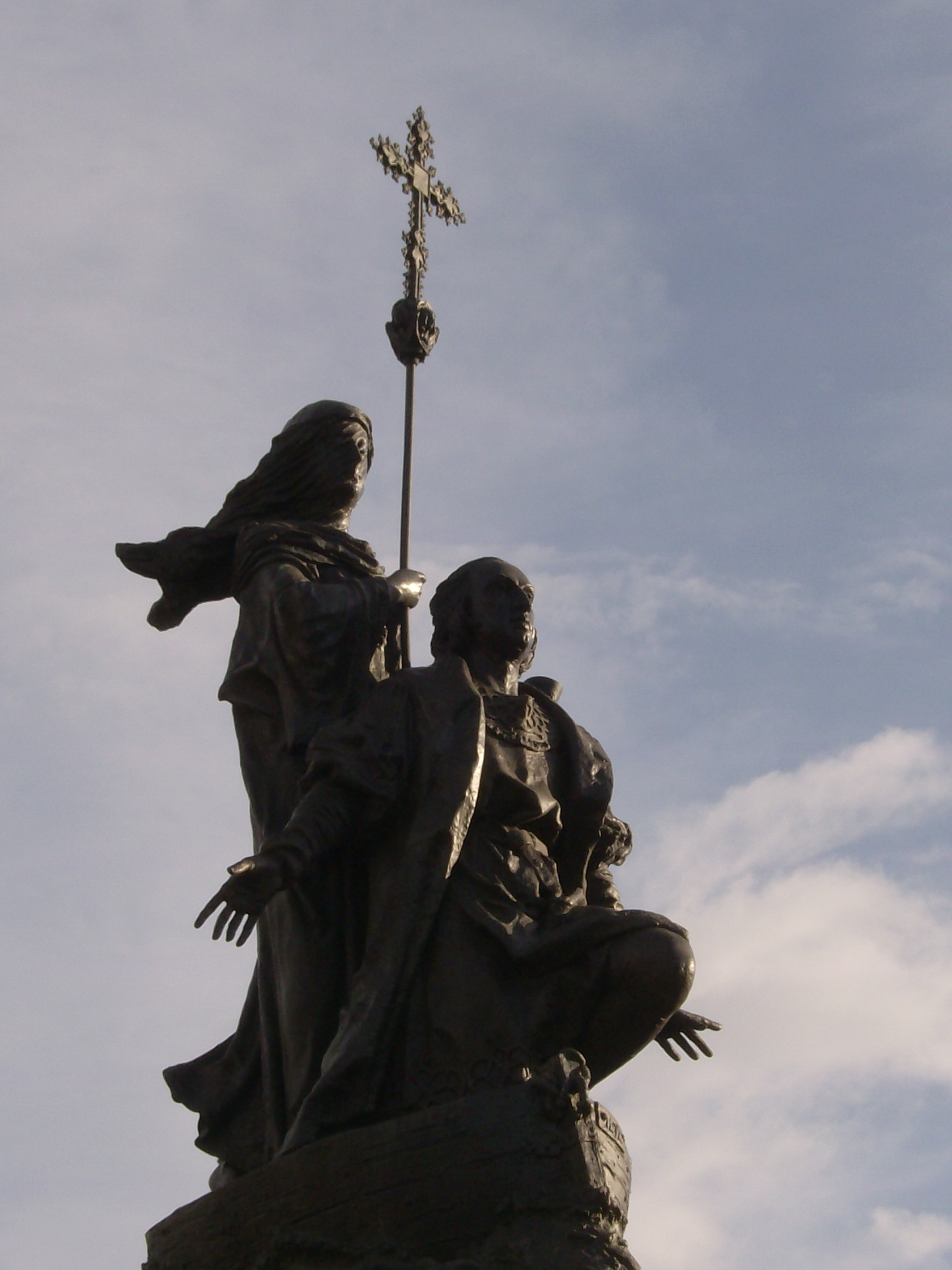
Detalle del Monumento a Colón.

El conjunto escultórico que Susillo proyectó en 1891 para el Paseo Central de La Habana con motivo de la conmemoración del IV centenario del descubrimiento fue fundido por los hermanos Thiebaut en París y, cuando se procedía a su embarque con destino a Cuba se produjo el estallido de la Guerra de Independencia cubana de tal forma que su destino quedó truncado. 
El grupo escultórico quedó dividido en dos; las figuras se quedaron en París, donde fueron exhibidas en la exposición universal de 1900, y la piedra del monumento permaneció en Pontevedra. Aprovechando la circunstancia, tres ciudades optaron a ella: Madrid (para el parque del Retiro), Sevilla y Valladolid.
Una comisión municipal se dirigió a la ciudad de Madrid para conseguir este grupo escultórico para Valladolid y la gestión resultó fructífera, siendo muy valiosa la intervención de Germán Gamazo y José Muro, de tal forma que finalmente la oferta de Valladolid y su importancia en los hechos colombinos y americanos decantaron la instalación del monumento en la ciudad en 1901.
La inauguración del monumento tuvo lugar en 1905. El monumento tiene estructura piramidal y está dividido en dos alturas. En el zócalo de piedra inferior se encuentran cuatro relieves en bronce que muestran distintos episodios de la vida del descubridor: La exposición del proyecto de Colón en la Rábida, la salida de Palos de la Frontera, la llegada a América y la recepción real de Colón en Barcelona tras su primer viaje. En los ángulos superiores hay cuatro figuras de grandes proporciones que simbolizan: el Estudio, la Náutica, el Valor y la Historia. En la parte superior hay un globo terráqueo con la leyenda Non plus ultra, rota por el zarpazo de un león coronado en el que aparece el águila de San Juan sosteniendo el escudo de España y dos medallones, uno de ellos con los rostros de los Reyes Católicos. En la parte superior del conjunto aparece Colón, semiarrodillado en la proa de una pequeña embarcación y, detrás de él una alegoría de la Fe, representada en forma de mujer portando una cruz y un cáliz.